# 19570 Jessedouglas
19570 Jessedouglas è un asteroide della fascia principale. Scoperto nel 1999, presenta un'orbita caratterizzata da un semiasse maggiore pari a 2,4003253 UA e da un'eccentricità di 0,0728972, inclinata di 5,05800° rispetto all'eclittica.